# Deepest Blue
Deepest Blue fue un dueto británico de música electrónica. Fueron mayormente conocidos por sus sencillos "Deepest Blue" (2003) y "Give It Away" (2004), que llegaron al Top 40 en el Reino Unido
.

## Carrera
Sus integrantes fueron Joel Edwards y Matt Schwartz. El productor y compositor principal, Schwartz trabajó con Arthur Baker, Mica Paris, James Taylor Quartet y Massive Attack antes de Deepest Blue. Él colaboró en el álbum Mezzanine de Massive Attack, ayudando a coescribir la canción "Dissolved Girl" que además fue incluida en la banda sonora de la película The Matrix.
El primer sencillo del dúo, "Deepest Blue", fue lanzado en 2003. Llegó hasta el puesto n.º 7 en la lista UK Singles Chart. Su segundo sencillo "Give It Away", llegó hasta el puesto n.º 9 en las listas ya mencionadas, a comienzos de 2004, y en el n.º 2 en las listas de radio. Su tercer sencillo, "Is it a Sin?", entró en el Top 30 en mayo de 2004.
Su cuarto sencillo, "Shooting Star", lanzado en agosto de 2004, llegó hasta el puesto 57 en las listas del Reino Unido, sin embargo también fue usada como música de fondo de "Sky Sports New" durante 2004 y 2007. El álbum debut de Deepest Blue, Late September, llegó al puesto 22 en la lista UK Albums Chart. El grupo vendió 70.000 copias, obteniendo certificación de plata.
Después de que dejaran de trabajar para dedicarse a otros proyectos, el grupo se reformó en 2006. Lanzaron el sencillo "Miracle" bajo Destined Records en 2008, y llegó al puesto n.º 1 en la lista UK Club Chart. Se separaron en 2010.

## Discografía

### Álbumes de estudio
- Late September (2004) #22 R.U.[1]

### Sencillos
From Late September:
- "Deepest Blue" (2003) n.º 7 R.U. y n.º 1 UK Club Chart
- "Give It Away" (2004) n.º 9 R.U. y n.º 1 UK Club Chart
- "Is It A Sin" (2004) nº24 R.U. y n.º 1 UK Club Chart
- "Shooting Star" (2004) nº57 R.U.[1]

Otros sencillos
- "Miracle" (2008) Destined Records n.º 1 UK Club Chart